# 자동 벡터화
병렬 컴퓨팅에서 자동 벡터화(Automatic vectorization)는 자동 병렬화의 특수한 경우로, 컴퓨터 프로그램이 한 번에 한 쌍의 피연산자를 처리하는 스칼라 구현에서 여러 쌍의 피연산자에 대한 하나의 연산을 한 번에 처리하는 벡터 구현으로 변환되는 것이다. 예를 들어, 특수 슈퍼컴퓨터를 포함한 최신 일반 컴퓨터는 일반적으로 다음 네 가지 덧셈(SIMD 또는 SPMD 하드웨어를 통해)과 같은 연산을 동시에 수행하는 벡터 연산을 사용한다.
{\displaystyle {\begin{aligned}c_{1}&=a_{1}+b_{1}\\c_{2}&=a_{2}+b_{2}\\c_{3}&=a_{3}+b_{3}\\c_{4}&=a_{4}+b_{4}\end{aligned}}}
하지만 대부분의 프로그래밍 언어는 일반적으로 여러 숫자를 순차적으로 덧셈하는 루프를 작성한다. 다음은 C로 작성된 이러한 루프의 예이다.
```
for
 
(
i
 
=
 
0
;
 
i
 
<
 
n
;
 
i
++
)

    
c
[
i
]
 
=
 
a
[
i
]
 
+
 
b
[
i
];

```

벡터화 컴파일러는 이러한 루프를 일련의 벡터 연산으로 변환한다. 이러한 벡터 연산은 배열 a, b, c의 요소 블록에 덧셈을 수행한다. 자동 벡터화는 컴퓨터 과학의 주요 연구 주제이다.

## 같이 보기
- 벡터 프로세서